# Lance McCullers
Lance Graye McCullers Sr., född 8 mars 1964 i Tampa i Florida, är en amerikansk före detta professionell basebollspelare som spelade som pitcher för San Diego Padres, New York Yankees, Detroit Tigers och Texas Rangers i Major League Baseball (MLB).
Han draftades av Philadelphia Phillies i 1982 års MLB-draft.
McCullers är far till Lance McCullers Jr. som spelar för Houston Astros i MLB.